# Йашха
Йашха (в популярной литературе также Яшха), на юкатекском языке: Yaxhá (варианты: Yaxha, Yax-ha, Yax-há), букв. Yax («цвет морской волны») + ha («вода») — городской центр цивилизации майя на территории современной Гватемалы. Был населён в течение 16 веков, с 600 г. до н. э. по 900 г. н. э.
Йашха находится между двумя лагунами, Сканаб (Sacnab) и Йашха (Yaxhá). На противоположной стороне последней из лагун находится Топоште, крупный город постклассического периода в департаменте Петен, Гватемала.
Национальный парк Йашха-Накум-Наранхо относится к Охраняемой зоне культуры майя, занимает 37160 гектаров и входит в состав Заповедника биосферы майя (Reserva de la Biósfera Maya). Его естественными границами являются: на западе — национальный парк Тикаль, на севере — биологический коридор Тикаль-Эль-Мирадор-руины Рио-Асуль, а на востоке и юге — Зона многоцелевого назначения (Zona de Usos Múltiples).
Известными памятниками являются: комплекс зданий, известный как Королевский дворец, где проживал с семьёй правитель города, Северный акрополь, Астрономический комплекс, два стадиона для игры в мяч, Восточный акрополь, Площадь теней и Комплекс пирамид-близнецов. Все эти здания связаны системой дорог и мощёных тротуаров.
В Йашхе обнаружено более 500 сооружений, в том числе 40 стел, 13 алтарей, 9 пирамид, 2 стадиона для игры в мяч и сеть сакбе (священных дорог), которые соединяли Центральный, Северный и Восточный акрополи. На Площади C стоит уникальный комплекс Пирамид-близнецов. Озёрная улица шириной 80 метров, которая считается главным въездом в город в древности, соединяет его с озером Йашха.
На периферии проживали ремесленники и крестьяне.
В парке имеются естественные (озёра, ручьи) и искусственные источники воды, часть которых была сооружена во времена майя. Местная флора и фауна — чрезвычайно богаты и разнообразны.
Малый и большой астрономические комплексы позволяли отслеживать положение солнца, в том числе периода солнцестояний и равноденствий.
В Йашхе обнаружены разнообразные керамические изделия, как церемониального, так и бытового назначения. На них обнаружены разнообразные изображения с мифологическими и историческими сценами.